# Kleine sperwerkoekoek
De kleine sperwerkoekoek (Hierococcyx vagans) is een koekoekssoort uit het geslacht Hierococcyx. Deze soort parasiteert op zangvogels, op Borneo speciaal op de vuurvleugelmonarch.

## Beschrijving
De kleine sperwerkoekoek is 26 cm lang. Het is een verkleinde uitvoering van de Maleise sperwerkoekoek. Hij verschilt daarvan door een iets kleiner formaat en een opvallende koptekening. Het wit van de borst reikt tot aan het oog waardoor de donkere tekening van de kop eruitziet als een baard of snor. In het Engels heet de vogel daarom Moustached Hawk-Cuckoo.

## Verspreiding en leefgebied
De kleine sperwerkoekoek heeft komt voor op het schiereiland Malakka, op Sumatra en op Borneo. Het is een bosvogel die plaatselijk nog algemeen voorkomt, maar op veel plaatsen schaars is geworden. Deze sperwerkoekoek is een standvogel die zich ophoudt in de ondergroei van tropisch bos in zowel laagland als heuvelland tot 900 m boven de zeespiegel.

## Status
Het verspreidingsgebied is vrij groot, daarom is de kans op uitsterven niet groot. De grootte van de populatie is niet gekwantificeerd. Maar door de grootschalige ontbossingen in zijn verspreidingsgebied is veel van het leefgebied verloren gegaan en om deze reden staat deze koekoek als gevoelig op de Rode Lijst van de IUCN.